# Zanzibar (cidade)
Zanzibar é a capital e maior cidade de Unguja Ocidental (ou Zanzibar-Mjini Ocidental) e da Região Semiautônoma de Zanzibar, na Tanzânia. Encontra-se na costa oeste de Unguja, a ilha principal do arquipélago de Zanzibar, ao norte de Dar es Salaam através do canal de Zanzibar. Em 2002 sua população era de 205.870 pessoas.
A cidade de Zanzibar é composta por de duas partes principais, a saber: Cidade de Pedra e Ng'ambo (literalmente "O outro lado"). As duas áreas eram historicamente divididas por um arroio, agora marcado por uma avenida. A Cidade de Pedra é o centro histórico da cidade, e foi a antiga capital do sultanato de Zanzibar entre 1856 e 1964. Devido a sua singular arquitetura e cultura, foi declarada pela Organização das Nações Unidas para a Educação, a Ciência e a Cultura (UNESCO) como Patrimônio da Humanidade em 2000. Ng'ambo é bem maior e é a zona moderna que se desenvolveu ao redor da Cidade de Pedra após a Revolução de Zanzibar, com edifícios de escritórios e blocos de apartamentos grandes, como os da vizinhança Michenzani.

## História
Desde a união das duas principais tradições culturais para formar a civilização suaíli, na costa leste de África. Uma série de cidades portuárias foram desenvolvidas sob a influência do interior de África e das ilhas do Oceano Índico. Houve uma confederação de pequenas cidade-estados na costa conhecida como a Barra Zenj (Império Negro) entre os séculos VIII e X. A mais bem conservada destas cidades é Zanzibar, cujo nome se deriva da palavra perso-árabe que significa "a costa dos negros".
A primeira destas cidades foi escavada em Unguja Ukuu na ilha de Zanzibar, onde se encontrou vestígios do século V, quando estava sob domínio romano, e cerâmicas islâmicas. Bem perto encontra-se uma mesquita do começo do século XII em Kizimkazi. Estes são alguns dos muitos lugares que evidenciam uma civilização extensa e altamente desenvolvida, que provavelmente chegou ao seu apogeu em Kilwa no século XIV.

### Dominação portuguesa
A economia suaíli se desestabilizou com a chegada dos portugueses no final do século XV. Depois da visita de Vasco da Gama em 1499, em seu regresso da Índia, os portugueses estabeleceram um protetorado na costa suaíli (ou Zanguebar), como parte de suas atividades comerciais. Os portugueses viram-se obrigados a estabelecer-se de forma permanente, quando foram desafiados pelos turcos do império otomano e mais tarde pelas potências europeias rivais. Algumas igrejas e casas de comerciantes foram construídos em Zanzibar, onde se desenvolveu uma vila de pescadores (Shangani) de casas de adobe e barro com teto de folhas de palma desde o século X. Mais tarde acrescentou-se uma enorme fortaleza na orla do mar. No entanto, a influência portuguesa foi limitada, e chegou a seu fim no final do século XVII, quando foram expulsos da Fortaleza Jesus em Mombaça.
O papel comercial português foi assumido gradualmente pelos árabes de Omã, que assumiram a negociação de grãos, peixes, marfim e escravos. O governante de Omã, Seyyid Said, converteu-a na capital de seu domínio. Houve um grande aumento no número de edifícios em pedra, uma técnica bastante moderna à época, que eram inspirados pelos Shirazis da Pérsia.
O comércio de escravos não assumiu grandes proporções até o século XVIII, depois, quando foram requeridos em grandes quantidades para as plantações de açúcar da França nas ilhas do Oceano Índico e no Caribe. O tráfico de escravos decaiu no século XIX, como resultado das guerras entre ingleses e franceses, e uma grande proporção deles foi utilizada nas plantações de cravos na ilha de Zanzibar.

### Influência oriental
O século XIX viu uma grande expansão comercial na região do Oceano Índico. A dinastia islâmica do governo de Zanzibar e seus comerciantes (indianos, suaílis, árabes, e os africanos do interior) ficaram muito ricos, e embelezaram a cidade de pedra com palácios e mansões finas. Estes foram construídos numa variedade de estilos e tradições, que se fundiram e homogeneizaram numa arquitetura característica suaíli.
A primeira fase desenvolveu-se após a partida dos portugueses, quando o governante, Mwinyi Mkuu Hasan, desocupou a terra na península para além de seu palácio. Foi disposta aos imigrantes suaílis de outras partes da costa e aos árabes desde o Hadramaute, que construíram as residências de estilo indígena. O minarete da mesquita data deste período.
No século XIX esta tradição suaíli foi eclipsada por novos estilos trazidos pelos imigrantes. Foi neste momento que surgiu a chamada "casa suaíli", baseada no estilo anterior, mas com novos detalhes e técnicas importadas. Os omanitas introduziram uma tradição completamente diferente, de blocos de vários andares construídos em coral com argamassa e com tetos planos. No entanto, o clima úmido de Zanzibar faz com que estes tetos sejam substituídos por telhados inclinados de ferro corrugado ou azulejos. Eles eram austeras na aparência, a única característica externa chamativa eram as portas de madeira talhadas. Ao contrário, os interiores eram ricamente decorados e imobiliados.
Os comerciantes indianos começaram comprar as casas de Omã e adicionaram amplos corredores, mas na segunda metade do século XIX começaram a construir casas de elaborada decoração que lembram o haveli guzerate. Uma característica da casa da indiana era uma loja na fachada da rua, com os quartos na parte traseira. Conforme os proprietários enriqueciam, com frequência acrescentavam um segundo andar, deixando a zona residencial totalmente no andar superior e o inferior com às atividades comerciais.
O desenvolvimento urbano moderno começou durante o reinado do sultão Barghash (1870-1888), que havia se impressionado com os povos da Índia durante seu exílio ali em 1860, e com os de Europa em 1875, e tratou de copiar-los. Sua contribuição mais notável à arquitetura da Cidade de Pedra foi a Casa das Maravilhas, mas seu maior legado foi a provisão de água potável à cidade.

### Revolução de 1964
A fase final do desenvolvimento arquitetônico veio com a chegada dos britânicos em 1890, quando Zanzibar se converteu num protetorado britânico. Eles importaram sua arquitetura colonial, mas, sob a influência do arquiteto John Sinclair, foi introduzida uma série de características derivadas da arquitetura islâmica de Istambul e do Marrocos. Os britânicos introduziram regulações estritas de construção e ampliaram os serviços públicos. Medidas de planejamento urbano foram promulgadas a partir da década de 1920.
O último quarto do século XIX viu o crescimento da atividade missionária da Europa, promovendo a construção das catedrais anglicanas e católicas, nos estilos gótico e românico, respectivamente. A catedral anglicana foi inspirada por David Livingstone e construída no lugar do último mercado de escravos, após o tráfico de escravos ter sido proibido pelos britânicos.
A ascendência árabe chegou a seu fim com a Revolução de Zanzibar e a criação da República Unida de Tanzânia. Isto levou à mudanças sociais e econômicas profundas. Muitos dos comerciantes e artesãos árabes e indianos mais ricos abandonaram o país, deixando para trás suas casas e edifícios comerciais. Os imigrantes das zonas rurais e da ilha vizinha de Pemba foram instalados pelo governo nestes edifícios, que se deterioraram como consequência da falta de manutenção. A construção de edifícios novos na Cidade de Pedra estagnou no final da década de 1960 e princípios de 1970, quando o desenvolvimento se concentrou nas zonas de expansão.
A década de 1980 viu novas construções, introduzindo estilos contemporâneos e materiais que estavam fora de harmonia com o tecido histórico.

## Climatologia
| Parâmetros climáticos médios de Zanzibar | Parâmetros climáticos médios de Zanzibar | Parâmetros climáticos médios de Zanzibar | Parâmetros climáticos médios de Zanzibar | Parâmetros climáticos médios de Zanzibar | Parâmetros climáticos médios de Zanzibar | Parâmetros climáticos médios de Zanzibar | Parâmetros climáticos médios de Zanzibar | Parâmetros climáticos médios de Zanzibar | Parâmetros climáticos médios de Zanzibar | Parâmetros climáticos médios de Zanzibar | Parâmetros climáticos médios de Zanzibar | Parâmetros climáticos médios de Zanzibar | Parâmetros climáticos médios de Zanzibar |
| Mês                                      | Jan.                                     | Fev.                                     | Mar.                                     | Abr.                                     | Maio                                     | Jun.                                     | Jul.                                     | Ago.                                     | Set.                                     | Out.                                     | Nov.                                     | Dez.                                     | Anual                                    |
| ---------------------------------------- | ---------------------------------------- | ---------------------------------------- | ---------------------------------------- | ---------------------------------------- | ---------------------------------------- | ---------------------------------------- | ---------------------------------------- | ---------------------------------------- | ---------------------------------------- | ---------------------------------------- | ---------------------------------------- | ---------------------------------------- | ---------------------------------------- |
| Temp. máx. média (°C)                    | 33.4                                     | 34.1                                     | 34.2                                     | 31.7                                     | 30.6                                     | 30.0                                     | 29.3                                     | 29.8                                     | 31.0                                     | 31.7                                     | 32.4                                     | 33.0                                     | 31.8                                     |
| Temp. média (°C)                         | 28.5                                     | 28.8                                     | 28.8                                     | 27.5                                     | 26.6                                     | 25.9                                     | 25.2                                     | 25.1                                     | 25.6                                     | 26.1                                     | 27.1                                     | 28                                       | 26.9                                     |
| Temp. mín. média (°C)                    | 23.6                                     | 23.6                                     | 23.5                                     | 23.4                                     | 22.7                                     | 21.8                                     | 21.2                                     | 20.5                                     | 20.2                                     | 20.6                                     | 21.9                                     | 23.1                                     | 22.2                                     |
| Precipitação total (mm)                  | 69                                       | 65                                       | 152                                      | 357                                      | 262                                      | 59                                       | 45                                       | 44                                       | 51                                       | 88                                       | 177                                      | 143                                      | 1512                                     |
| Fonte: Climate-Data.ORG                  |                                          |                                          |                                          |                                          |                                          |                                          |                                          |                                          |                                          |                                          |                                          |                                          |                                          |

## Patrimônio da Humanidade
A Cidade de Pedra de Zanzibar é um magnífico exemplo das cidades comerciais suaíli do litoral do África Oriental. Tem conservado o tecido e paisagem urbana praticamente intactos, bem como muitos edifícios soberbos que manifestam a peculiar cultura da região, na qual se de têm fundido ao longo a mais de mil anos elementos muito diversos das civilizações da África, Arábia, Índia e Europa.

## Divisão administrativa
.

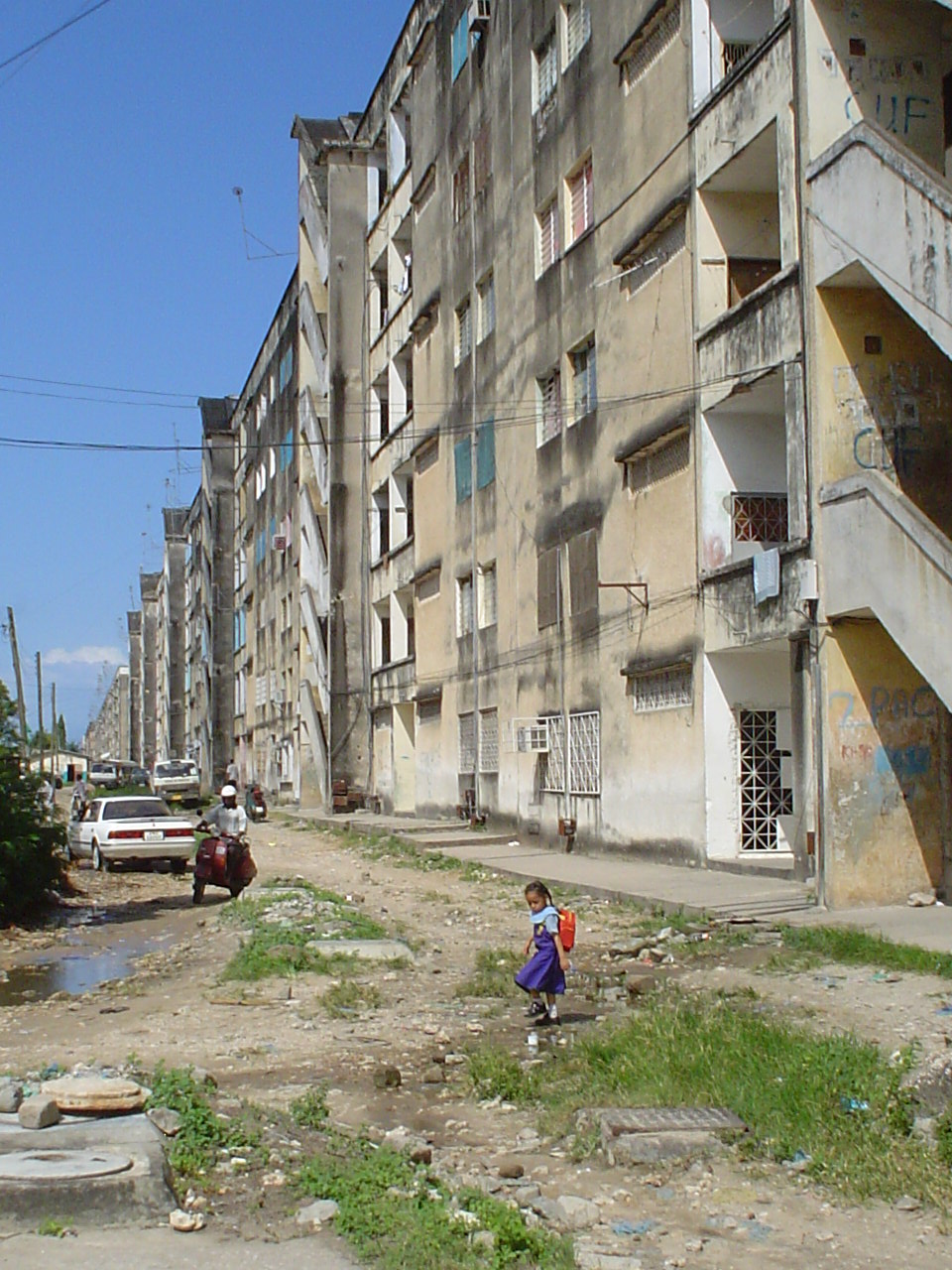
Apartamentos do bairro de Michenzani

O Distrito Urbano de Zanzibar está dividido administrativamente em 40 distritos (wards):
| Nr.             | Distrito (Shehia) | População2002 |
| --------------- | ----------------- | ------------- |
| 1               | Shangani          | 2062          |
| 2               | Mkunazini         | 1829          |
| 3               | Kiponda           | 971           |
| 4               | Malindi           | 1525          |
| 5               | Mchangani         | 1205          |
| 6               | Mlandege          | 1225          |
| 7               | Muembe Ladu       | 1752          |
| 8               | Gulioni           | 1283          |
| 9               | Makadara          | 2837          |
| 10              | Shaurimoyo        | 4296          |
| 11              | Muembe Makumbi    | 4384          |
| 12              | Chumbuni          | 5360          |
| 13              | Kwamtipura        | 4696          |
| 14              | Kilimahewa        | 4095          |
| 15              | Amaani            | 2859          |
| 16              | Nyerere           | 6810          |
| 17              | Sebleni           | 2458          |
| 18              | Magomeni          | 5697          |
| 19              | Mpendae           | 6258          |
| 20              | Urusi             | 6291          |
| 21              | Kilimani          | 1524          |
| 22              | Miembeni          | 2601          |
| 23              | Kikwajuni Juu     | 1323          |
| 24              | Kikwajuni Bondeni | 1283          |
| 25              | Kisima Majongoo   | 2235          |
| 26              | Vikokotoni        | 946           |
| 27              | Mwembetanga       | 1488          |
| 28              | Mwembeshauri      | 1118          |
| 29              | Rahaleo           | 1038          |
| 30              | Kwaalamsha        | 1848          |
| 31              | Mikunguni         | 1669          |
| 32              | Mkele             | 3180          |
| 33              | Muungano          | 2638          |
| 34              | Sogea             | 2359          |
| 35              | Jang'ombe         | 3011          |
| 36              | Kidongo Chekundu  | 1165          |
| 37              | Matarumbeta       | 1394          |
| 38              | Kwahani           | 2211          |
| 39              | Kwaalinato        | 2647          |
| 40              | Karakana          | 3213          |
| Zanzíbar urbano |                   | 206 292       |

## Transportes
O Aeroporto Internacional de Zanzibar está localizado a 5 quilômetros ao sul da cidade de Zanzibar, e conta com conexões a outros pontos da África oriental, Oriente Médio e Europa. Inicialmente contava com um terminal operativo, mas em janeiro de 2011 iniciou-se a construção de um segundo terminal que permitirá ao aeroporto aumentar sua capacidade até um milhão e meio de passageiros quando esteja completo.